# بروسبير ميريميه
بروسبير ميريميه أو بروسبير ميريمي (بالفرنسية : Prosper Mérimée) هو كاتب و عالمُ آثارٍ ومؤرخٌ فرنسي ولد في باريس في 28 سبتمبر 1803، و توفي في كان في 23 سبتمبر 1870.

في شبابه كان متحرراً و ساخراً. عاصر بعض كبار الأدب الفرنسي في القرن العشرين كَهوغو وبالزاك و كان صديقاً لستندال.
ولد في وسطٍ برجوازي. و كان أبواه فنانَيْنِ رسامَيْنِ و مثقفين. و درس القانون و الفلسفة و تعلم العزف على البيانو. كما تعلم اللغات الأجنبية و هي العربية والإغريقية والروسية والإنجليزية. و كان مترجماً من اللغة الروسية إلى الفرنسية.

## سيرته
ولد الأديب الفرنسي بروسـبير ميريمِيه Prosper Mérimée في باريس لعائلة من العلماء. درس الحقوق وتردد في شبابه إلى الصالونات الأدبية حيث خالط أدباء الحركة الرومنسية مثل فيكتور هوغو Hugo وألفرد دي موسّيه Musset وصار صديق ستندال Stendhal. نشر أعماله الأولى منذ عام 1825 بأسماء مستعارة عدة. ناصر نظام تموز/يوليو في أحداث عام 1830؛ مما دفعه إلى الابتعاد عن الحركة الرومنسية. عيّن من ثم في عدة مناصب حكومية رفيعة وصار في عام 1834 المفتش العام للمباني الأثرية في فرنسا. قاده ذلك إلى التجول في أنحاء البلاد لإحصاء المباني الأثرية وإنقاذها من الانهيار. اختير عضواً في الأكاديمية الفرنسية عام 1844. وبعد انقلاب عام 1851 انتخب عضواً في مجلس الشيوخ وصار من مقربي الامبراطور نابليون الثالث، وخططا معاً لمشروع كتاب مشترك عن يوليوس قيصر . توفي في مدينة كان Cannes بعد عدة أيام من سقوط حكم نابليون الثالث ونهاية فترة الامبراطورية.
نشر ميريمِه في بداية شبابه كثيراً من القصص التاريخية في «مجلة العالمَين» Revue des Deux Mondes، ومنذ عام 1834 توجه إلى كتابة الفانتازيا عندما نشر رواية «أرواح المطهر» Les Âmes du Purgatoire المستوحاة من أسطورة دون خوان . وتعد قصة «فينوس إيل» La Vénus d’Ille عام (1837) التي تروي جريمة قتل شاب من قبل تمثال قديم - نموذجاً لأسلوب السرد الخيالي و«الغرابة المقلقة» التي تميزها. يبدو ذلك من خلال السرد الغامض للحدث وتقديم معلومات مبهمة عن الحدث المقبل مما يدفع القارئ إلى قبول النهاية غير المتوقعة.
كتب ميريمِيه بعد عودته من جزيرة كورسيكا التي زارها في مهمة علمية روايته المعروفة «كولومبا» Colomba عام(1840) التي يختلط في أحداثها الحب والشرف والانتقام. أما أشهر مؤلفاته فهي «كارمن» Carmen عام(1845) التي كتبها بعد زيارته لإسبانيا، وتروي حكاية خوسيه نابارو José Navarro الذي قاده حبه للغجرية كارمن إلى أن يصير رجل عصابات ثم قاتلاً. تعد هذه القصة تنويعاً تراجيدياً حول موضوع الانحدار بسبب الحب. أما السبب المباشر وراء شهرة هذا العمل فهو اقتباس لودوڤيك هاليفي Ludovic Halévy و هنري ميياك Henri Meilhac الحدث للأوبرا، وقد لحّن العمل الموسيقي الفرنسي جورج بيزيه Georges Bizet ليُقدم أول مرة في باريس عام 1875.
ترك ميريميه مجموعة كبيرة من المراسلات الأدبية وملاحظات التجوال العلمي، إضافة إلى دراسات تاريخية وترجمات أدبية عن اللغة الروسية خاصة. وقد عُرف بغزارة الإنتاج وتنوع التوجه الأدبي وتميز أسلوبه بالدقة والاختزال. واشتهر خاصة بقصصه القصيرة الخيالية، كما اُقتبس كثير من أعماله للمسرح والسينما مثل فيلم «العربة الذهبية» La Carrosse d’or للسينمائي جان رنوار Jean Renoir.

## أعماله
من أهم أعماله الأدبية :
فينوس إيل (La Vénus d'Ille)، سنة 1837.

كولومبا (Colomba)، سنة 1840.

كارمن (Carmen)، سنة 1845.

## روابط خارجية
- بروسبير ميريميه على موقع IMDb (الإنجليزية)
- بروسبير ميريميه على موقع الموسوعة البريطانية (الإنجليزية)
- بروسبير ميريميه على موقع ألو سيني (الفرنسية)
- بروسبير ميريميه على موقع ميوزك برينز (الإنجليزية)
- بروسبير ميريميه على موقع أول موفي (الإنجليزية)
- بروسبير ميريميه على موقع قاعدة بيانات برودواي على الإنترنت (الإنجليزية)
- بروسبير ميريميه على موقع قاعدة بيانات الأفلام السويدية (السويدية)
- بروسبير ميريميه على موقع إن إن دي بي (الإنجليزية)
- بروسبير ميريميه على موقع ديسكوغز (الإنجليزية)
- بروسبير ميريميه على موقع قاعدة بيانات الفيلم (الإنجليزية)